# Móng Cái
Móng Cái (Moncay) est une ville de la province de Quảng Ninh dans la région du Nord-est du Viêt Nam. Située à la frontière entre la Chine et le Viêt Nam, elle se trouve sur la rive sud de la rivière Beilun, en face de la ville de Dongxing située dans la région autonome chinoise du Guangxi. Móng Cái compte environ 108 553 habitants en 2019. L'une de ces zones est le quartier de Trần Phú.

## Présentation
Móng Cái a une superficie de 515 km2, la ville est à une altitude de 9 mètres et elle est limitrophe de la Chine.

## Personnalités liées
- Maurice Gillet (1914-1944), né à Móng Cái, résistant français[2].